# Matraia
Matraia è una frazione del comune italiano di Capannori, nella provincia di Lucca, in Toscana.

## Geografia fisica
Matraia, collocata sulle pendici delle Pizzorne, è la frazione più a nord del comune di Capannori e si estende per 7,6 chilometri quadrati. La vegetazione è costituita da alberi da frutto e ulivi (fino a 450 metri s.l.m.) e da boschi oltre i 450 m. Nelle cave sopra il paese viene estratta la pietra omonima.
Il paese si trova a metà strada tra Marlia e l'Altopiano delle Pizzorne. Matraia confina a nord con l'Altopiano delle Pizzorne (Villa Basilica) e con il comune di Borgo a Mozzano, a ovest con Ciciana, Tramonte e Deccio di Brancoli (Lucca), a est con Valgiano (Capannori); a sud con San Pancrazio (Lucca) e Marlia (Capannori).

## Origini del nome
Le origini del borgo risalgono al periodo romano, il suo toponimo deriva dal latino Materiarius-Matariaria, ovvero luogo dove si raduna il legname tagliato nei boschi, in questo caso dalle folte boscaglie dell'altopiano delle Pizzorne, attraversato fin dai tempi dei tempi, dall'importante via di comunicazione detta "Brancolese", proveniente dalla Valdinievole e diretta attraverso il borgo di Corsagna in Val di Serchio.

## Monumenti e luoghi d'interesse

### Architetture religiose

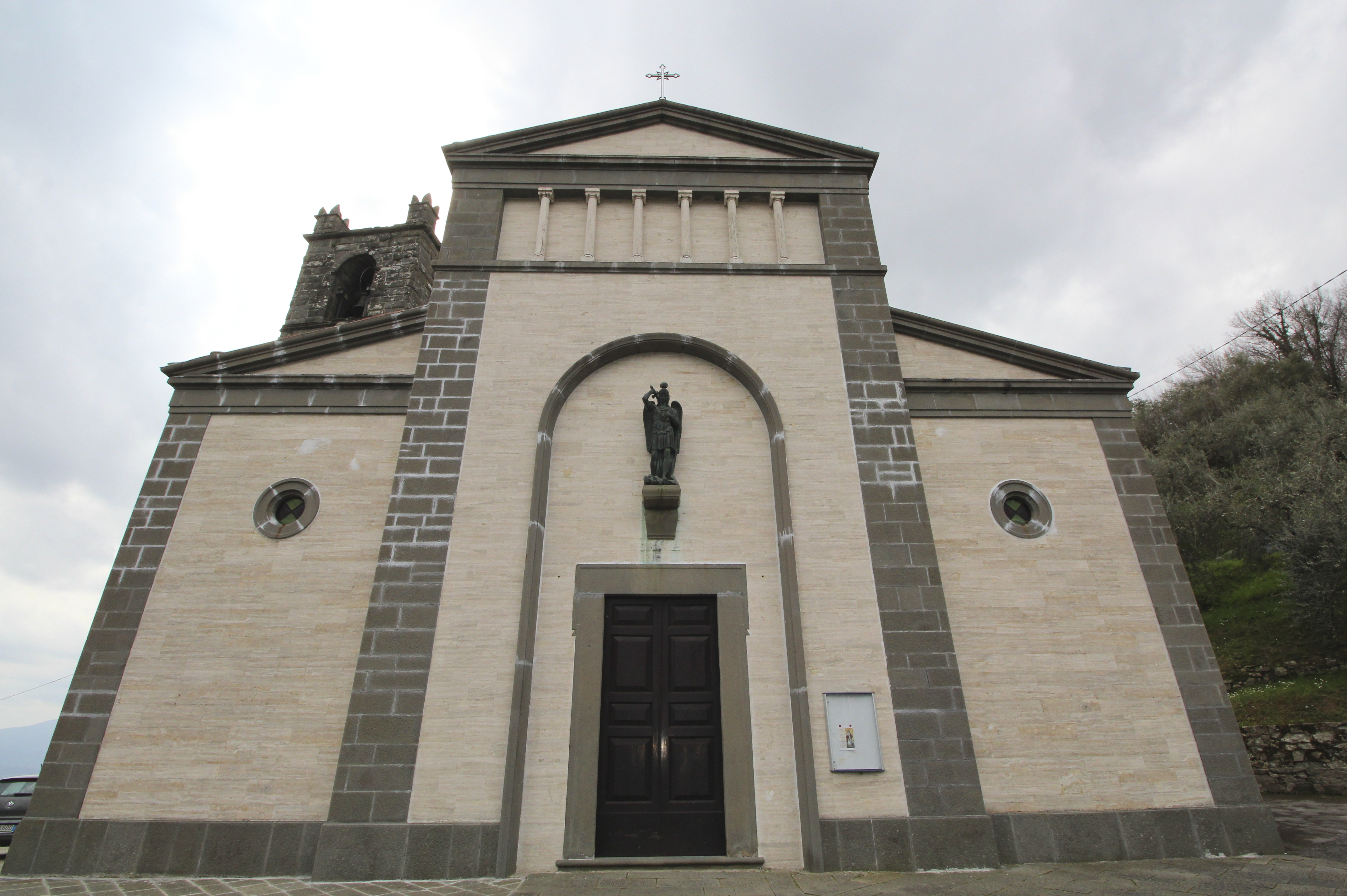
La chiesa di San Michele Arcangelo

Nella parte inferiore del paese si trova la chiesa parrocchiale di San Michele Arcangelo. La chiesa venne costruita fra il XI e il XIII secolo e presenta una pianta a tre navate e conserva all'interno due altari seicenteschi, una scultura lignea della Madonna con Bambino, una tela di Baccio Lomi e due tavole di Zacchia il Vecchio. 
In località Col di Pozzo, a nord-ovest del paese, si trova il santuario della Madonna delle Grazie, dove in passato si trovava un castello distrutto nel 1327 durante una spedizione punitiva di Castruccio Castracani degli Antelminelli. Inoltre si trova in località Coviglia una chiesetta sconsacrata dedicata a San Martino. In molte località si trovano delle marginette, alcune di esse restaurate recentemente.

### Architetture civili
A Matraia si trovano due ville:
- Villa Guinigi (in passato Villa Pardini e Villa Poschi-Meuron), situata all'ingresso del paese.
- Palazzaccio Guinigi (secolo MVI), situata in località Manasse.

## Cultura

### Eventi
A Matraia si svolge ogni anno la sagra dell'oliva dolce, che si tiene nel mese di luglio.

## Sport
Matraia fu attraversata dal percorso della Tirreno-Adriatico l'11 marzo 2009.